# Rafa Sanz
Rafael Sanz Armada (nacido en Córdoba el 27 de mayo de 1976) es un entrenador de baloncesto español. Actualmente dirige al Club Baloncesto Peñas Huesca de la Segunda FEB. Es uno de los técnicos con más trayectoria en las ligas LEB Plata y LEB Oro, siendo uno de los entrenadores que más partidos ha dirigido en categorías FEB.

## Trayectoria deportiva
Comenzó su carrera de entrenador a los 14 años, cuando se inició en el Colegio Salesianos (1990-1997) logrando tres títulos provinciales, un quinto puesto andaluz y un subcampeonato de Andalucía junior (Estepona 1997). Con 19 años fichó por el CB Montilla (Segunda División), logrando dos años seguidos la clasificación para el grupo de ascenso a EBA. 
Con 23 años se hizo cargo del Cajasur Córdoba en la Liga LEB Oro (récord técnico más joven en un banquillo nacional) con el que disputó los play offs de ascenso a la Liga ACB, llegando hasta la fase de cuartos de final en la temporada 1999-2000. 
Tras su salida en 2001 del Cajasur Córdoba desarrolló su carrera entre las categorías LEB Oro y Plata (372 partidos en Oro y 94 en Plata), convirtiéndose en el entrenador cordobés con mejor palmarés y siendo el técnico con más partidos dirigidos en la historia de estas ligas. 
Luego labró una amplia carrera en las Islas Canarias, tanto en La Palma como en Tenerife, para acabar su etapa de LEB Oro en el CB Ourense en la temporada 2012-13.
A lo largo de su trayectoria ha disputado cinco play offs de ascenso a la Liga ACB, dos Final Four y una Copa Príncipe; tres play offs de ascenso a la LEB Oro y un título de campeón de la LEB Plata con ascenso a LEB Oro.
La temporada 2015-16 llegaba a las filas del Bball Córdoba para dirigir al equipo en liga EBA, con el que logró disputar la fase de ascenso a LEB Plata como cuarto clasificado del grupo D de liga EBA. 
Durante las temporadas 2016-17 y 2017-18, dirigió a la plantilla del Cordobasket en liga EBA.
En la temporada 2018-2019, firma con el Club Baloncesto Extremadura Plasencia de la Liga LEB Plata, gracias un gran currículum de dirigir 466 partidos en LEB, 372 de ellos en LEB Oro, lo que lo convertiría en uno de los entrenadores españoles con más encuentros en esa categoría.
El 26 de noviembre de 2021, firma por el Associação Académica de Coimbra de la Liga Portuguesa de Basquetebol.
El 14 de junio de 2023, firma como entrenador del Club Baloncesto Peñas Huesca de la Liga LEB Plata.

## Clubs
- 1997-1999 CB Montilla
- 1999-2001 Cajasur Córdoba. (LEB Oro)
- 2001-2006 UB La Palma. (LEB Plata y LEB Oro)
- 2006-2009 Tenerife Rural. (LEB Oro)
- 2009-2010 UB La Palma. (LEB Oro)
- 2010-2013 Club Ourense Baloncesto. (LEB Oro)
- 2013-2014 Seguros Soliss Alcázar Basket. (Liga EBA)
- 2015-2016 CB BBall Córdoba. (Liga EBA)
- 2016-2018 Cordobasket. (Liga EBA)
- 2018-2019 Club Baloncesto Extremadura Plasencia. (LEB Plata)
- 2021-2022 Associação Académica de Coimbra. (Liga Portuguesa de Basquetebol)
- 2022-2023. CB Aridane (Liga EBA)
- 2023-Act. Club Baloncesto Peñas Huesca (Liga LEB Plata)